# Lioba Betten

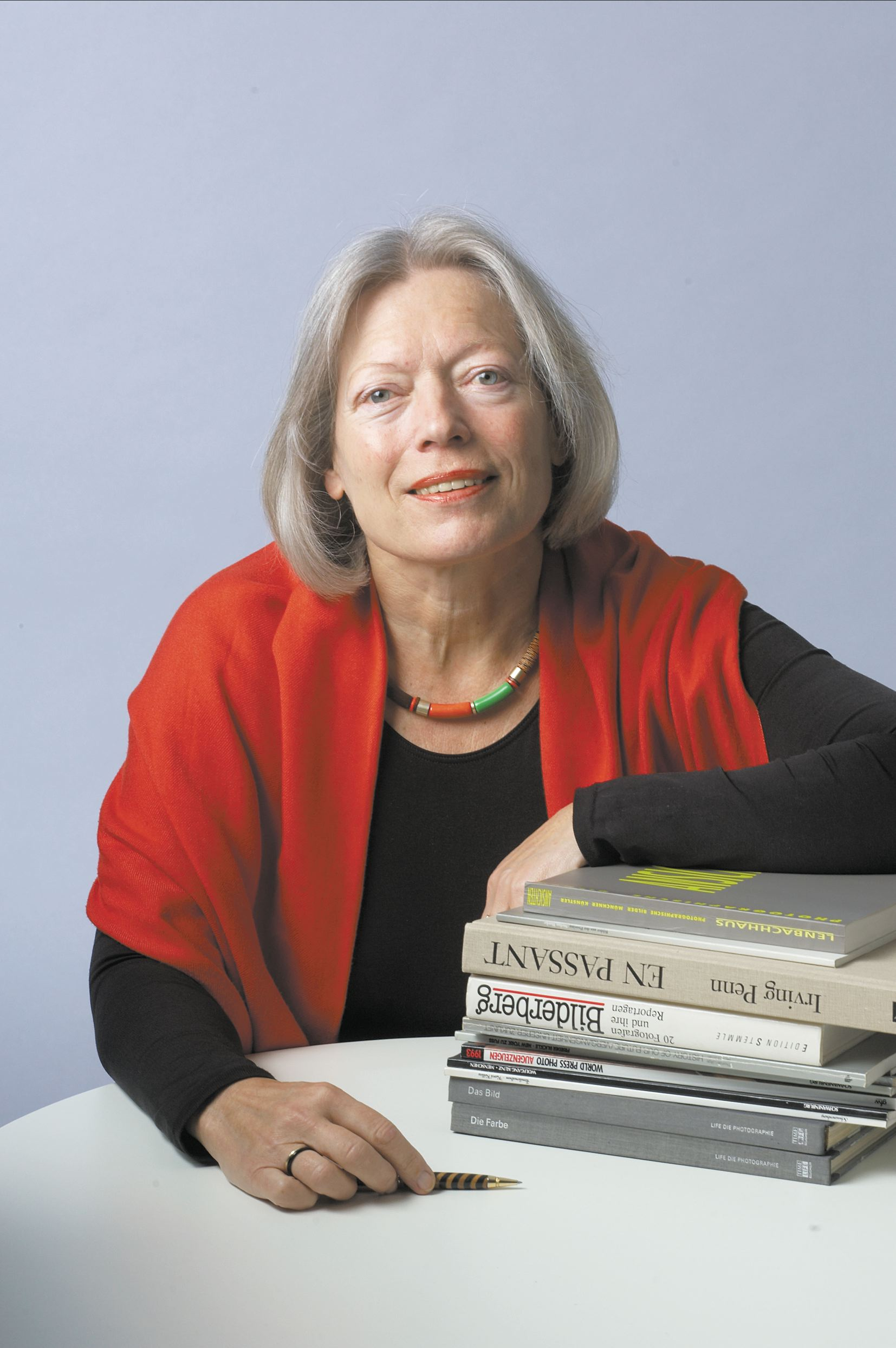
Lioba Betten

Lioba Betten (geborene Colmorgen, * 10. Januar 1948 in Göttingen) ist eine deutsche Bibliothekarin, Verlegerin und Autorin.

## Leben
Lioba Betten wuchs in Göttingen und Berlin-Dahlem auf, wo sie ihr Abitur machte. 1970 schloss sie ihr Studium als Diplom-Bibliothekarin für den Dienst an Öffentlichen Bibliotheken in Stuttgart ab. Von 1971 bis 1972 arbeitete sie am Institut für Jugendbuchforschung der Universität Frankfurt/Main. Von 1973 bis 1983 war sie bei der Münchner Stadtbibliothek unter anderem als Leiterin der Jugendbücherei Haidhausen tätig. Von 1983 bis 1991 war sie Stellvertretende Direktorin der Internationalen Jugendbibliothek in München.
Daneben war Lioba Betten von 1974 bis 1984 Vorsitzende der Kommission für Kinder- und Jugendbibliotheken des Deutschen Bibliotheksinstituts Berlin, die unter anderem eine Modellbibliothek auf der Frankfurter Buchmesse 1978 vorstellte. Von 1980 bis 1983 war sie Vorstandsmitglied des Arbeitskreises für Jugendliteratur in München und von 1989 bis 1995 Mitherausgeberin der Fachzeitschrift „Buch und Bibliothek“ (BuB). Von 2001 bis 2006 war sie Vorstandsmitglied des Freundeskreises „Bücher&mehr“ der Münchner Stadtbibliothek.
Lioba Betten war von 1990 bis 2003 ehrenamtliche Leiterin des internationalen Projekts „Bücher für Alle“ der IFLA und UNESCO zum Aufbau von Kinder-, Jugend- und Schulbibliotheken in Entwicklungsländern. Dabei unternahm sie Reisen und hielt Vorträge in Entwicklungsländern mit Unterstützung des Goethe-Instituts und des Auswärtigen Amts. Daneben war sie von 1982 bis 2003 Mitglied der Ausschüsse „Kinderbibliotheken“ und „Multikulturelle Dienste in Öffentlichen Bibliotheken“ der Vereinigung Internationaler Bibliotheksverbände (IFLA), Den Haag.
Sie erwarb 2003 den Buchendorfer Verlag, den sie 2005 in MünchenVerlag umbenannte. Zum Jahresbeginn 2013 verkaufte sie ihn an den Belser Verlag.
Lioba Betten ist seit 1972 mit dem Patentanwalt Jürgen Betten verheiratet und lebt in München.

## Auszeichnungen
- 1998: AusLese-Preis zur Leseförderung der Stiftung Lesen, Mainz
- 2003: IFLA -Medaille
- 2006: Bundesverdienstkreuz am Bande[2]
- 2012: BücherFrau des Jahres 2012[3]

## Werke
- Mitautorin von Treffpunkt Bücherei – Kleiner Bibliotheksführer für Kinder. Ellermann, München 1978, ISBN 3-7707-6167-7.
- Preise zur Kinder- und Jugendliteratur in vier Ländern (BRD, DDR, Österreich, Schweiz). Eine Dokumentation der Jahre 1970–1980. Arbeitskreis für Jugendliteratur, München 1981.
- (Hrsg.): Mrs. Lepman – Gebt uns Bücher, gebt uns Flügel/Give us books, Give us wings. Deutsch und Englisch. Kovar, München 1992, ISBN 3-925845-33-X.
- Kinder lesen überall - Children read everywhere. Kalender 1998 bis 2002, Eigenverlag, München.
- Im Alphabet durch die Welt. Kinder lesen überall. Domino, München 2003.
- Das Schicksal nennt keine Gründe – Grabsprüche auf Münchner Friedhöfen. Buchendorfer, München 2003, ISBN 978-3-937090-07-8.
- mit Thomas Multhaup Die Münchner Friedhöfe – Wegweiser zu Orten der Erinnerung, MünchenVerlag, München 2019, ISBN 978-3-7630-4056-8